# Окоп (Хмельницкая область)
Окоп (укр. Окіп) — село в Шепетовском (до реформы 2020 г. — Белогорском) районе Хмельницкой области Украины.
Население по переписи 2001 года составляло 466 человек. Почтовый индекс — 30244. Телефонный код — 3841. Занимает площадь 0,092 км². Код КОАТУУ — 6820386005.

## Местный совет
30200, Хмельницкая обл., Белогорский р-н, с. Мокроволя, ул. Шевченка, 60